# Disco di Poincaré

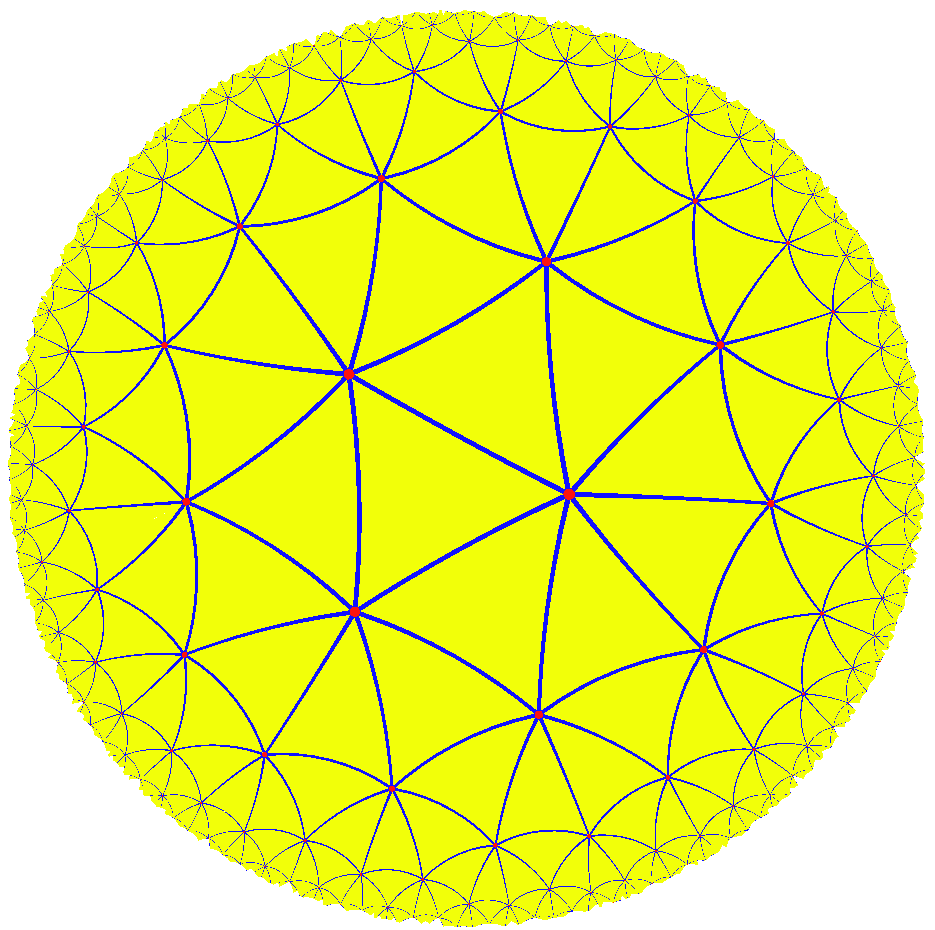
Una tassellatura del disco di Poincaré tramite triangoli iperbolici.

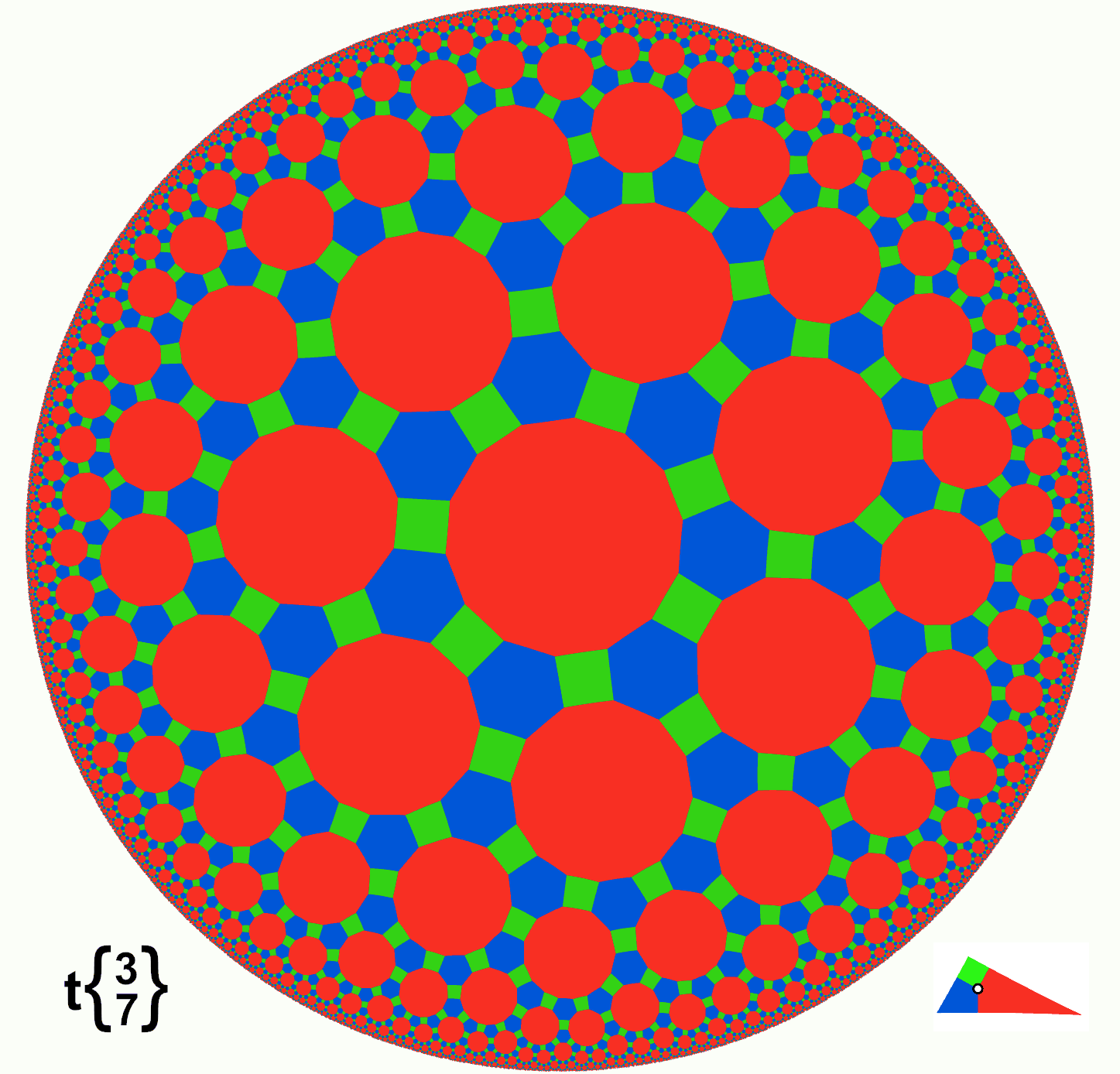
Un'altra tassellatura del disco tramite poligoni. I poligoni con lo stesso numero di lati sono tutti isometrici nella metrica iperbolica.

Il disco di Poincaré è un modello di geometria iperbolica, descritto dal matematico francese Jules Henri Poincaré. Un altro modello con caratteristiche simili è il semispazio di Poincaré.
Il disco di Poincaré è un disco {\displaystyle n}-dimensionale, in cui i segmenti (cioè le geodetiche) sono archi di circonferenza o di rette ortogonali al bordo del disco. La metrica definita sul disco non è quella standard euclidea: è definita in modo differente, così che il bordo del disco appare in verità "all'infinito".

## Definizione
Il disco di Poincaré è la palla {\displaystyle n}-dimensionale
{\displaystyle B^{n}=\{x\in \mathbb {R} ^{n}\ |\ |x|<1\}}
dotata di una geometria diversa da quella euclidea. Tale geometria può essere introdotta in vari modi. La dimensione {\displaystyle n} è arbitraria, ma la più studiata è senza dubbio la dimensione {\displaystyle n=2}: in questo caso lo spazio è veramente un disco, centrato nell'origine e di raggio unitario.
La definizione moderna della geometria del disco di Poincaré fa uso dei tensori: il disco di Poincaré è una particolare varietà riemanniana, in cui i concetti di distanza, angolo e geodetica sono tutti determinati da un tensore metrico. Una versione semplificata (che non fa uso dei tensori) può essere data definendo direttamente una distanza fra punti.

### Con i tensori
Il disco di Poincaré è la sfera {\displaystyle B^{n}} dotata del tensore metrico
{\displaystyle ds^{2}=4{\frac {\sum _{i}dx_{i}^{2}}{(1-\sum _{i}x_{i}^{2})^{2}}}.}
In altre parole, il tensore metrico nel punto {\displaystyle (x_{1},\ldots ,x_{n})} è
{\displaystyle g_{ij}={\frac {4}{(1-\sum _{i}x_{i}^{2})^{2}}}\delta _{ij}}
dove {\displaystyle \delta } è la delta di Kronecker. Cioè
{\displaystyle g={\frac {4}{(1-\sum _{i}x_{i}^{2})^{2}}}I}
dove {\displaystyle I} è la matrice identità {\displaystyle n}-dimensionale. Si tratta quindi dell'usuale tensore metrico euclideo, riscalato di un fattore positivo
{\displaystyle {\frac {4}{(1-\sum _{i}x_{i}^{2})^{2}}}}
che dipende dal punto, e che tende a infinito se il punto si avvicina al bordo del disco. Infatti il valore 
{\displaystyle 1-\sum _{i}x_{i}^{2}}
è positivo esattamente all'interno del disco, e nullo sul bordo.
Il tensore metrico è definito positivo in ogni punto: il disco di Poincaré è quindi una varietà riemanniana di dimensione {\displaystyle n}. Su una varietà riemanniana sono quindi definiti i concetti di distanza, geodetica e angolo.

### Come spazio metrico
Il disco di Poincaré è la palla {\displaystyle B^{n}} dotata di una distanza {\displaystyle d} definita nel modo seguente.
La distanza fra due punti {\displaystyle u} e {\displaystyle v} del disco è espressa tramite la funzione
{\displaystyle \delta (u,v)=2{\frac {||u-v||^{2}}{(1-||u||^{2})(1-||v||^{2})}},}
dove ||*|| è l'usuale norma euclidea. La distanza è quindi
{\displaystyle d(u,v)=\operatorname {settcosh} (1+\delta (u,v))}
dove si fa uso della funzione iperbolica settcosh, inversa della funzione coseno iperbolico cosh.

## Proprietà

Nel disco di Poincaré le geodetiche sono archi di circonferenza (o retta) ortogonali al bordo. Gli angoli sono quelli formati dalle tangenti. In figura, quattro rette delimitano un quadrilatero con tutti gli angoli uguali.

### Angoli
Il tensore metrico {\displaystyle g} è ottenuto semplicemente per riscalamento dell'usuale tensore euclideo, tramite una costante che dipende dal punto. La metrica del disco è quindi conforme alla metrica euclidea: ne segue che le due metriche danno gli stessi angoli.

### Geodetiche
Una geodetica completa nel disco di Poincaré è una circonferenza {\displaystyle C} o un segmento {\displaystyle D}, che interseca ortogonalmente il bordo del disco in due punti. Il segmento {\displaystyle D} è quindi un diametro del disco.
Più in generale, una geodetica (non completa) è una porzione di una geodetica completa.

## Geometria iperbolica
Il disco di Poincaré è un modello di geometria non euclidea. Sono infatti validi tutti gli assiomi di Euclide, tranne il quinto.
In particolare, il disco ha una metrica completa e iperbolica.

### Metrica completa
Il disco di Poincaré, con la usuale metrica euclidea, non è uno spazio completo. Infatti uno spazio completo in {\displaystyle \mathbb {R} ^{n}} è necessariamente chiuso. In particolare, esistono delle successioni di Cauchy convergenti al bordo del disco.
Il disco di Poincaré con la metrica iperbolica qui introdotta è però completo. Questo è dovuto al fatto che il fattore di riscalamento della metrica tende a infinito quando il punto tende al bordo del disco: conseguentemente, non esistono successioni di Cauchy tendenti al bordo per la metrica iperbolica.
La proprietà di completezza può anche essere verificata dal fatto che le geodetiche complete hanno lunghezza (nella metrica iperbolica) infinita.

### Metrica iperbolica
La curvatura sezionale della metrica è costantemente pari a {\displaystyle -1}, indipendentemente dal punto e dal piano su cui è misurata. Una metrica con queste proprietà è detta iperbolica.

### Modello dello spazio iperbolico
In ogni dimensione {\displaystyle n>1} esiste a meno di isometrie una sola varietà riemanniana completa con curvatura sezionale costantemente -1, che sia semplicemente connessa. Questa varietà è solitamente chiamata spazio iperbolico e descritta con il simbolo {\displaystyle \mathbb {H} ^{n}}. Il disco di Poincaré è isometrico a {\displaystyle \mathbb {H} ^{n}}: si tratta di uno dei modelli dello spazio iperbolico {\displaystyle n}-dimensionale. Altri modelli sono il semispazio di Poincaré, il modello di Klein, e il modello dell'iperboloide. 
I modelli descrivono la stessa geometria, ma in modo differente. Ad esempio, il disco ed il semispazio di Poincaré sono gli unici modelli conformi, in cui gli angoli iperbolici ed euclidei coincidono.

## Automorfismi
Un automorfismo del disco di Poincaré è una isometria dal disco in sé. Si tratta cioè di una funzione biiettiva
{\displaystyle f:B^{n}\to B^{n}}
che preserva la distanza iperbolica.